# Okno do světa
Okno do světa je název různých časopisů, převážně se zeměpisnou tematikou.

## Okno do světa 1938–1939
Časopis vycházel v letech 1938–1939 s podtitulem týdeník věnovaný důležitým otázkám světa. Týdně ho v Praze vydávala Jiřina Šišková.

## Okno do světa 1940–1941
Časopis vydával Orbis Praha s podtitulem sbírka aktuálních námětů, později Týdeník aktuálních námětů.
V každém čísle dominovalo jedno téma, většinou zeměpisné (např. Válka na moři (1/1940), Suez (19/1940), Libye (68/1941) nebo s přesahem do zahraničí (např. 22/1940 Vládci a hvězdy Hollywoodu, 44/1941 Pošta a pošťáci). Časopis se věnoval informacím o popisovaných zemích a zdržoval se politických komentářů i přes probíhající bitvu o Británii a válku v Africe. Válku připomínaly jen věcné zmínky v článcích o popisovaných zemích a jednotlivé humoristické kresby zesměšňující Velkou Británii.
Do časopisu přispíval např. cestovatel a spisovatel Viktor Mussik (25/1940, 25/1940). Šéfredaktorem byl levicový novinář a spisovatel František Němec (1899–1968).

## Galerie

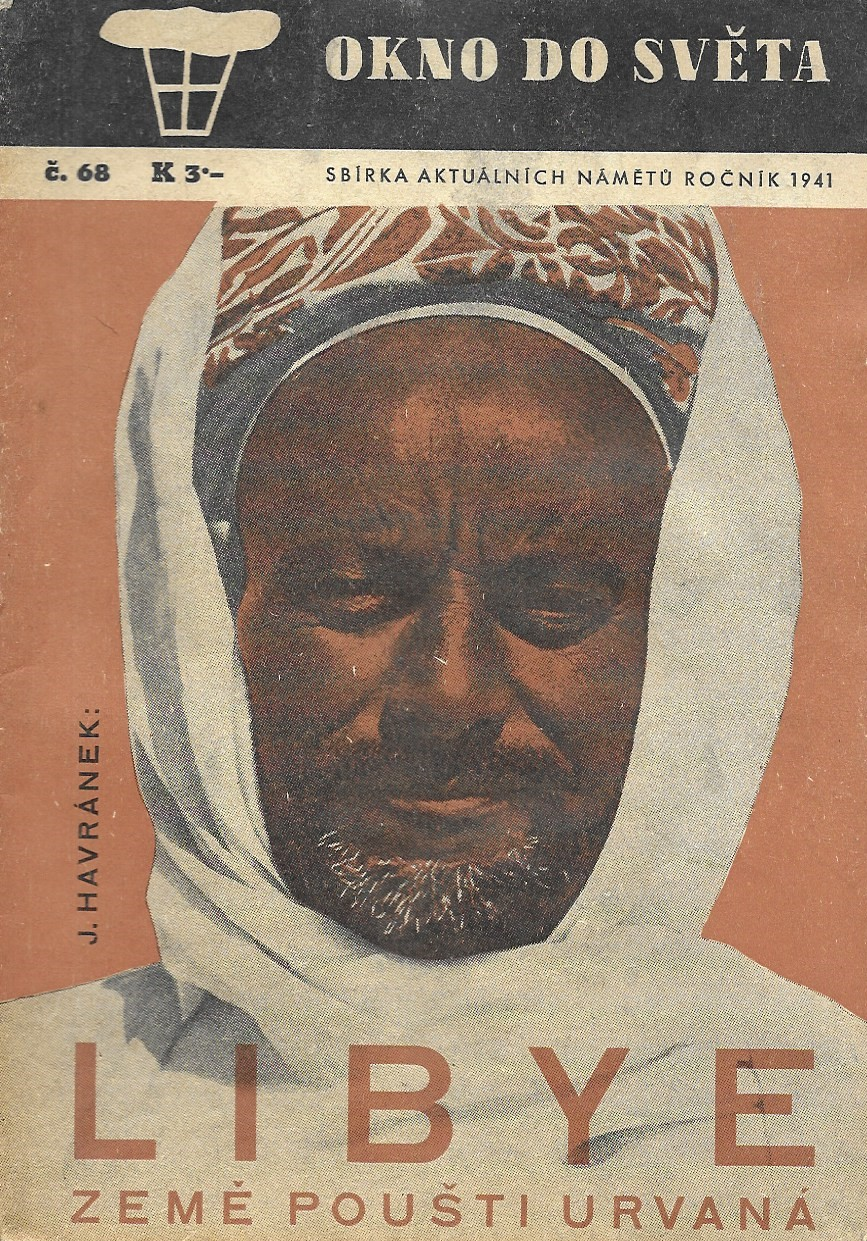
Okno do světa 68/1941, obálka
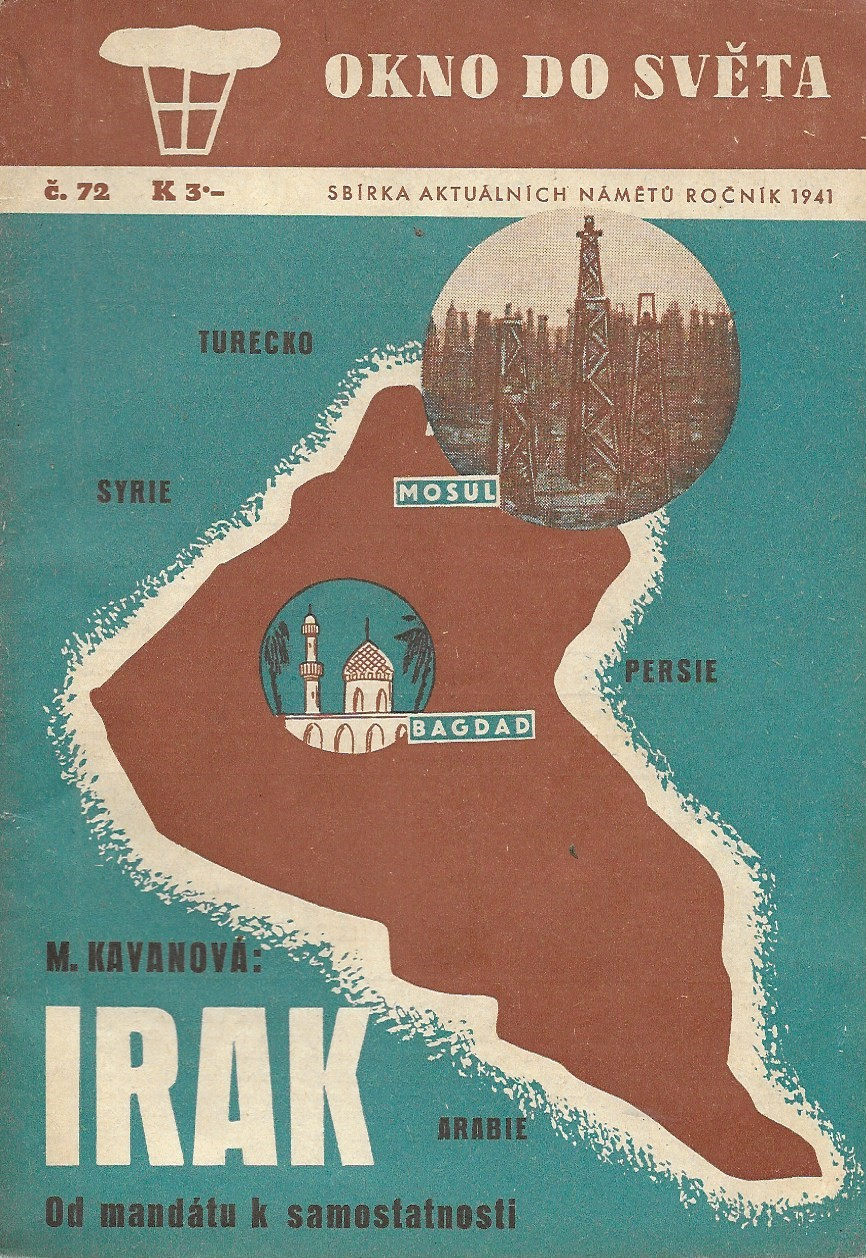
Okno do světa 72/1941, obálka

## Jiné užití názvu
- Ve třicátých letech 20. století vydával filmový ateliér Baťa filmový týdeník Okno do světa na 16 mm filmu.[4]
- Okno do světa byl v sedmdesátých letech 20. století televizní pořad zeměpisných filmů[5]
- Název Okno do světa nese od roku 2006 pravidelná rubrika reportáží zeměpisného časopisu Lidé a země.[6]
- Okno do světa je firemní časopis společnosti VEKA, výrobce plastových okenních a dveřních profilů.[7]